# Pallone d'oro 1982

Paolo Rossi, vincitore del Pallone d'oro 1982

L’edizione 1982 del Pallone d'oro, 27ª edizione del premio calcistico istituito dalla rivista francese France Football, fu vinta dall'italiano Paolo Rossi (Juventus).
I giurati che votarono furono 26, provenienti da Austria, Belgio, Bulgaria, Cecoslovacchia, Danimarca, Finlandia, Francia, Germania Est, Germania Ovest, Grecia, Inghilterra, Irlanda, Italia, Jugoslavia, Lussemburgo, Paesi Bassi, Polonia, Portogallo, Romania, Scozia, Spagna, Svezia, Svizzera, Turchia, Ungheria e Unione Sovietica.